# 協和電影公司
協和電影公司（Concord Production Inc.）是香港旧时的一间电影公司，1972年创办，由著名武打巨星李小龙同嘉禾电影创办人邹文怀(50%)联合创办，参与了李小龙后期电影的制作。

## 电影
- 猛龍過江（1972年）
- 龍爭虎鬥（1973年）
- 死亡的遊戲（1972年）
- 李小龍的生與死（1973年）

## 出面网页
- Hong Kong Cinemagic - 協和電影公司 （页面存档备份，存于）
- 互联网电影数据库 - 協和電影公司 （页面存档备份，存于）